# 福島江

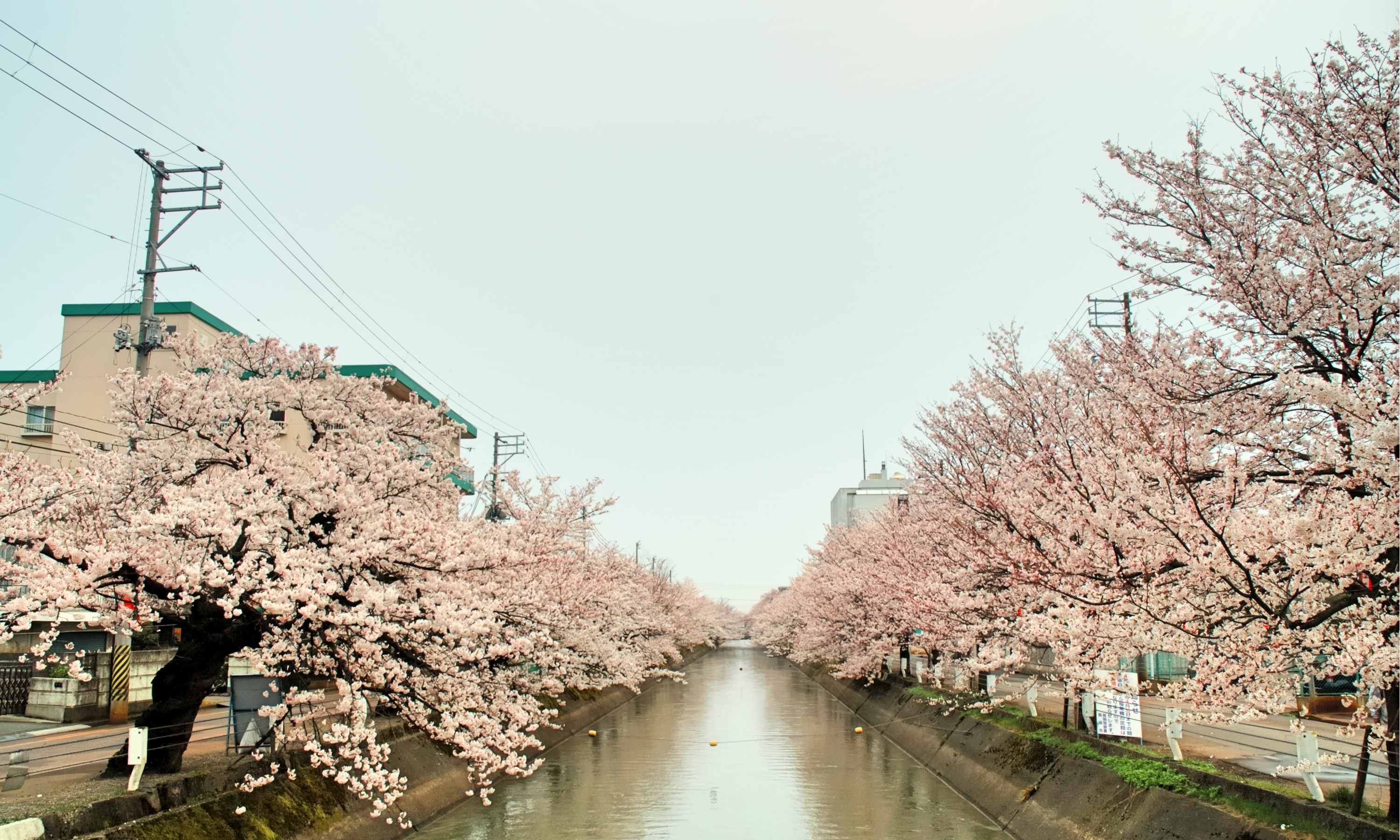
福島江と満開のサクラ

福島江（ふくしまえ）は、新潟県長岡市中心部を流れる用水路。信濃川の妙見堰から水を取り入れ、長岡市内の十日町、宮内、福住、黒条を通って猿橋川および刈谷田川に至る20 kmにも及ぶ用水路である。

## 歴史
17世紀半ば、水不足に苦しむ農民が安心して米作りできるよう桑原久右衛門によって開かれ、その出生地（福島村）から「福島江」と名付けられた。
江戸時代の初期、信濃川右岸の田に引く水は太田川や栖吉川の水だけが頼りで、毎年水不足に悩まされていた。そこで桑原久右衛門は、豊かな信濃川の水を引く工事を計画して長岡藩に願い出た。
用水路により土地がつぶれされたり工事の大変さから、この工事に反対する人もいたが、工事を始めて3年後の1651年（慶安4年）に完成した。

## 桜の名所
大正時代に桜の植樹が行われ、400本以上からなる桜の名所となっている。当時、福島江の近くに新潟県農事試験場園芸部があり、桐樹栽培の研究をしていた駒野廣治が1924年（大正13年）から1人で約1キロメートルにわたって400本以上の桜を植えた。そばに新潟県立長岡高等学校や新潟県立長岡大手高等学校もあり、長岡駅東口から徒歩数分と長岡の市街地近くにあるため、桜の時期には多くの人が福島江沿いを歩いて花見をする。ライトアップもなされ、夜桜を楽しむ人も多い。